# Виноделие в Эфиопии

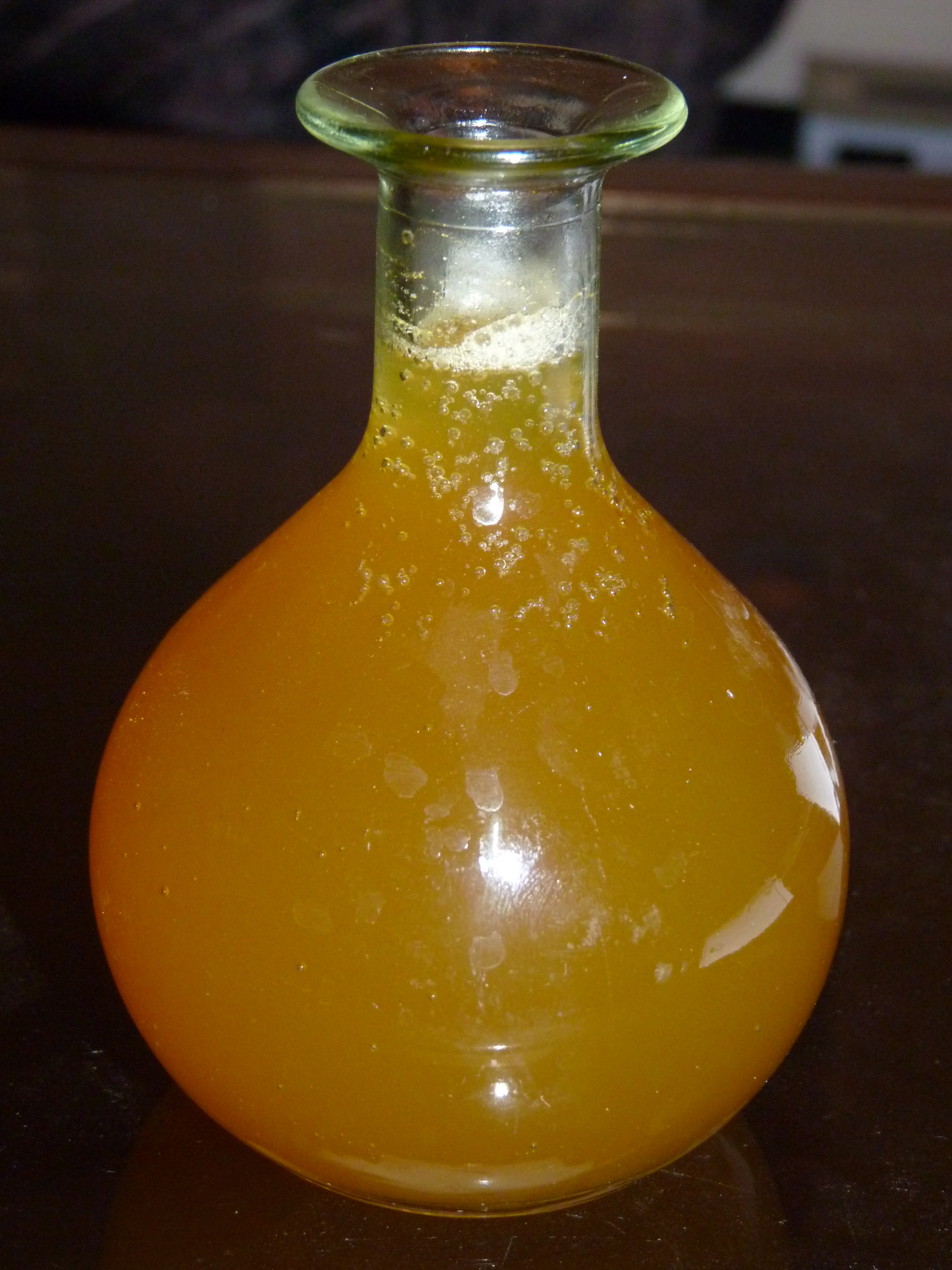
Тедж — эфиопское медовое вино

Промышленное виноделие в Эфиопии начало развиваться в середине двадцатого века. Отрасль в стране развивается — в неё начали инвестировать международные игроки.

## История
Вино было известно на территории современной Эфиопии ещё во времена Аксумского царства. Напиток импортировался через порт Адулис из Италии. Вино и виноград были изображены на Аксумском обелиске в 3 веке. Письменное упоминание о вине также датируются четвёртым веком — эпохой царя Эзана.
Итальянские войска, оккупировавшие страну с 1936 по 1941 годы, выращивали виноград под Аддис-Абебой для производства вина и последующего потребления. В конце восьмидесятых годов двадцатого века страна уже предлагала вино на экспорт.
Старейшая активная винодельня страны — Awash Winery. Ей 77 лет. Площадь виноградников — 117 гектаров.

## Современное виноделие
Из-за близости к экватору у лозы в Эфиопии более короткий вегетативный цикл. Урожай можно собирать дважды в году — с ноября по декабрь и с июня по июль.
В производство вина в стране вложился французский крупный производитель Castel. В 2007 он заключил договор с правительством страны и стал выращивать 750 000 лоз сортов сира, каберне-совиньон, мерло и шардоне.
Также в Эфиопии делают традиционное вино из мёда. Напиток, предлагаемый туристам, сладкий, однако настоящий рецепт, который предпочитают местные, имеет привкус, слегка напоминающий дизельное топливо.